# مولاي بن شريف
الشيخ مولاي بن المكي بن أحمد بن عبد القادر بن شريف 

## مولده ونشأته
ولد الشيخ مولاي ابن المكي بن أحمد بن عبد القادر بن شريف في عام 1883 م بفرندة ولاية تيارت ، تتلمذ على يد شيخه الحاج مولاي العربي في مدينة فاس المغربية. ونشأ في أحضان عائلة ثائرة منذ حكم الأتراك، فكان أبوه المكي هو نظم وبطريقة سرية أفواجا معادية لجيش الاحتلال، وخاصة بناحية حجاج، غير أن القوات الفرنسية أوقفته وكبلته بالسلاسل، وأخذوه راجلا إلى سجن مدية معسكر وبعد ثلاثة أشهر أطلق سراحه ووضع تحت مراقبة شديدة وذلك في سنة 1873 م، وهذا جده مولاي أحمد وهو رفيق سيدي لزرق، الذي جابه الغزو الفرنسي، فقام ضده في سنة 1839 م وسنة 1840 م، فقبض عليه وحُملَ إلى فرنسا وسجن هناك مدة 3 سنوات، وبعد عودته بقليل، سقط في شباك إحدى الدسائس، نصبها له أحد أذنابها المرتزقة فقُتل، واغتنمت قوات الاحتلال هذه الفرصة لتُمَّثِّل برأسه أشنع تمثيل، إذ انتزعوه من جسده أخذوا يتجولون به إلى رباط الجنود الفرنسيين، وفي محيطهم مستهدفين نشر الرعب بين الأهالي وبين عناصر المقاومة في الجبال، وذاك جده مولاي عبد القادر المعروف بابن شريف الدرقاوي، وقد تتلمذ على يد الحاج محي الدين (والد الأمير عبد القادر)، وهو أيضا من أتباع طريقة مولاي العربي الدرقاوي (صاحب الطريقة الدرقاوية) ، وقد أخذ هذه الطريقة عن شيخه ووطّد روحه الدينية بإتباعه دروس الفقه والتوحيد، وعند خروجه من المغرب، قام بمحاولة إثارة أتباعه ضد نظام الأتراك الإداري الجائر، وبالخصوص النظام القائم في الهضاب العليا (في الجنوب الوهراني) وكان ذلك بين سنتي 1804-1805 م.

وبعد أن شب انتقل إلى مصر بحرا عن طريق وهران وكان أن باع فرسه ليقتطع تذكرة السفر، فوصل إلى القاهرة سنة 1908 م، والتحق بجامع الأزهر أين التقى بالشيخ العربي التبسي سنة 1922 م بعد مكوث قارب 14 سنة، ليعود بعدها إلى الجزائر ويقيم سنتين بغليزان يدرس بها، ثم يذهب بعدهما إلى فاس لزيارة مسجد مولاي العربي (1924 م) ، وخلال هذه الزيارة التي دامت شهرا كاملا، التقى فها بالقائد محمد بن عبد الكريم الخطابي قائد حرب الريف. بعدها عاد إلى الجزائر وبالتحديد إلى مدينة سيدي علي بمستغانم فاحتضنه أهلها وأعانوه على بناء زاويته بها سنة 1927 م فصارت منارة للدين ومنبرا للإرشاد.

## مع جمعية العلماء المسلمين الجزائريين والثورة المباركة
انظم الشيخ إلى جمعية العلماء المسلمين الجزائريين، وكان مستشارا في مجلسها الإداري، وكان يسافر كثيرا إلى الجزائر العاصمة مما دفع الإدراة الفرنسية إلى غلق الطريق في وجهه، وهدد بالنفي إلى مدينة بشار ، ثم أصابه المرض.

وفجر اندلاع الثورة التحريرية، التقى بالمجاهد بن عبد المالك رمضان (المدعو سي عبد الله) ، وتعرف عليه، وكان فخورا بتلاميذه الذين التحقوا بالجبال عمره يومئذ 72 سنة، وخلال ذلك الوقت، كان المجاهدون يرونه مدافعا عن وطنه بقلمه، بعد أن أصيب بمرض عضال، ألزمه الفراش، وتهجير الإدارة الإستعمارية لابنيه التوأمين (محمد والمكي) البالغين من العمر 17 سنة، بحجة إطلاقهما النار على الحاكم الفرنسي في البلدية المختلطة Choiral . 

## وفاته
توفي الشيخ في يوم 24 فيفري 1959 م بسيدي علي، بعد مرض عضال على إثر عملية جراحية. فرحمه الله رحمة واسعة.